# Drei Gleichen
Drei Gleichen é um município da Alemanha, situado no distrito de Gota, no estado da Turíngia. Tem 84,89 km² de área, e sua população em 2019 foi estimada em 7.934 habitantes. Foi formado em 1 de janeiro de 2009 após a fusão dos antigos municípios de Grabsleben, Mühlberg, Seebergen e Wandersleben. Em Julho de 2018, o antigo município de Günthersleben-Wechmar foi também incorporado.